# Сандомирский плацдарм
Сандоми́рский плацдарм (также: Барану́вский плацдарм; Баранув-Сандомирский плацдарм) — оперативный плацдарм советских войск на левом берегу реки Висла в районе города Сандомир, захваченный войсками 1-го Украинского фронта (командующий маршал Советского Союза Иван Конев) в ходе Львовско-Сандомирской операции 1944 года. Захват плацдарма позволил развить в январе 1945 года наступление, приведшее к освобождению Польши и вступлению на территорию Германии.

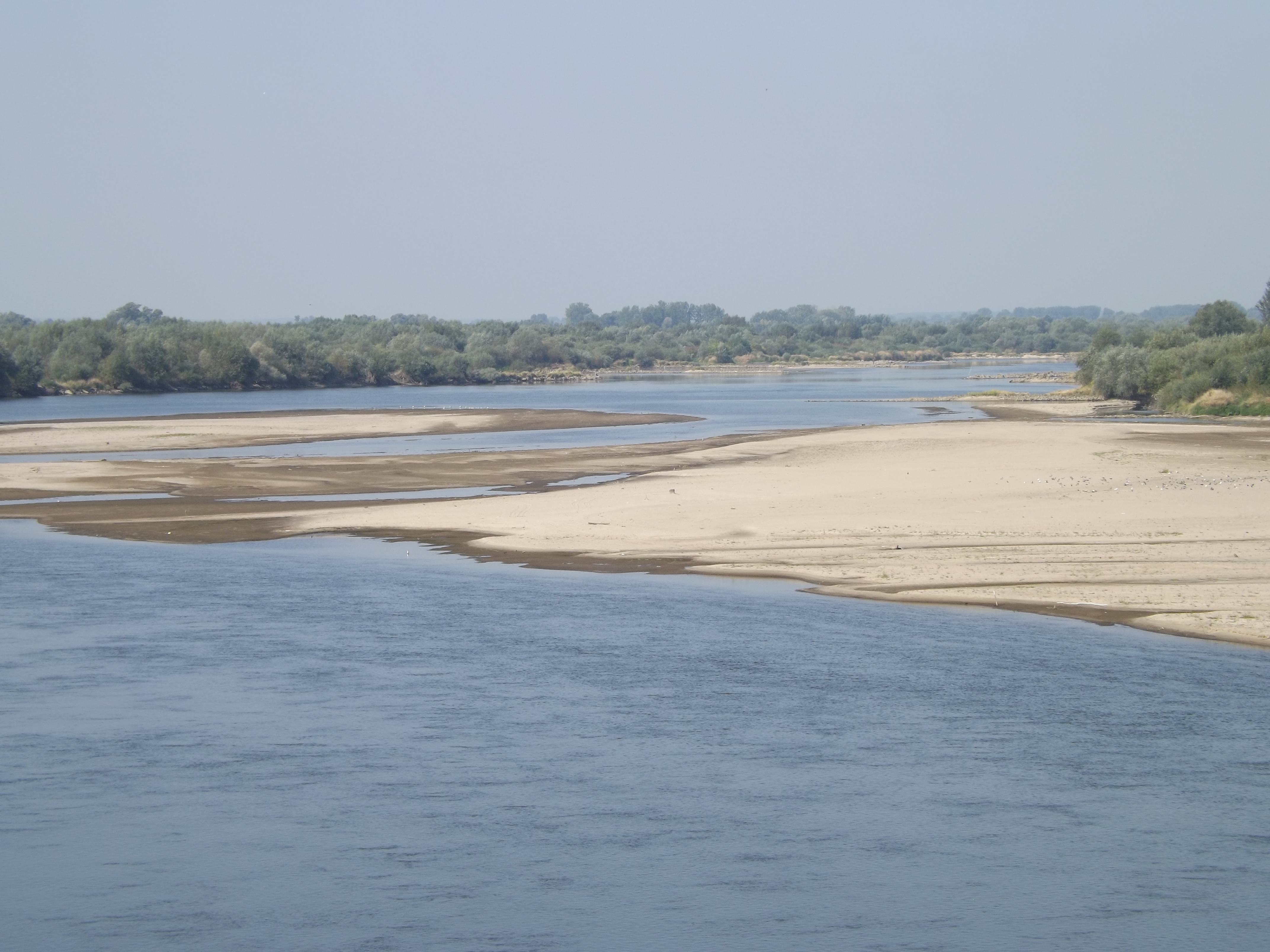
Висла в районе Нагнаюва

## Захват плацдарма
Плацдарм был захвачен в последние дни июля войсками 1-й гвардейской танковой и 13-й армий. 29 июля южнее Сандомира форсировали реку части 13-й армии (генерал-лейтенант Н. П. Пухов) и передовые отряды 1-й гвардейской танковой армии (генерал-полковник танковых войск М. Е. Катуков). 30 и 31 июля форсировала Вислу севернее Сандомира 3-я гвардейская армия (генерал-полковник В. Н. Гордов). На левом берегу Вислы были захвачены плацдармы небольших размеров. На южный плацдарм вслед за соединениями 13-й и 1-й гвардейской танковой армий переправились соединения 3-й гвардейской танковой армии (генерал-лейтенант П. С. Рыбалко). К исходу 1 августа южный плацдарм был расширен до 30 км по фронту и 20 км в глубину. К 10 августа в результате кровопролитных боёв удалось расширить его до 60 км по фронту и до 50 км в глубину. 14 августа 3-я гвардейская и 13-я армии перешли в наступление на Сандомир и на следующий день взяли город.

## Бои за плацдарм
Утром 2 августа немецкое командование предприняло контрудары с целью ликвидировать плацдармы 4-й танковой и 17-й армии. В течение 3 суток шли ожесточённые бои.

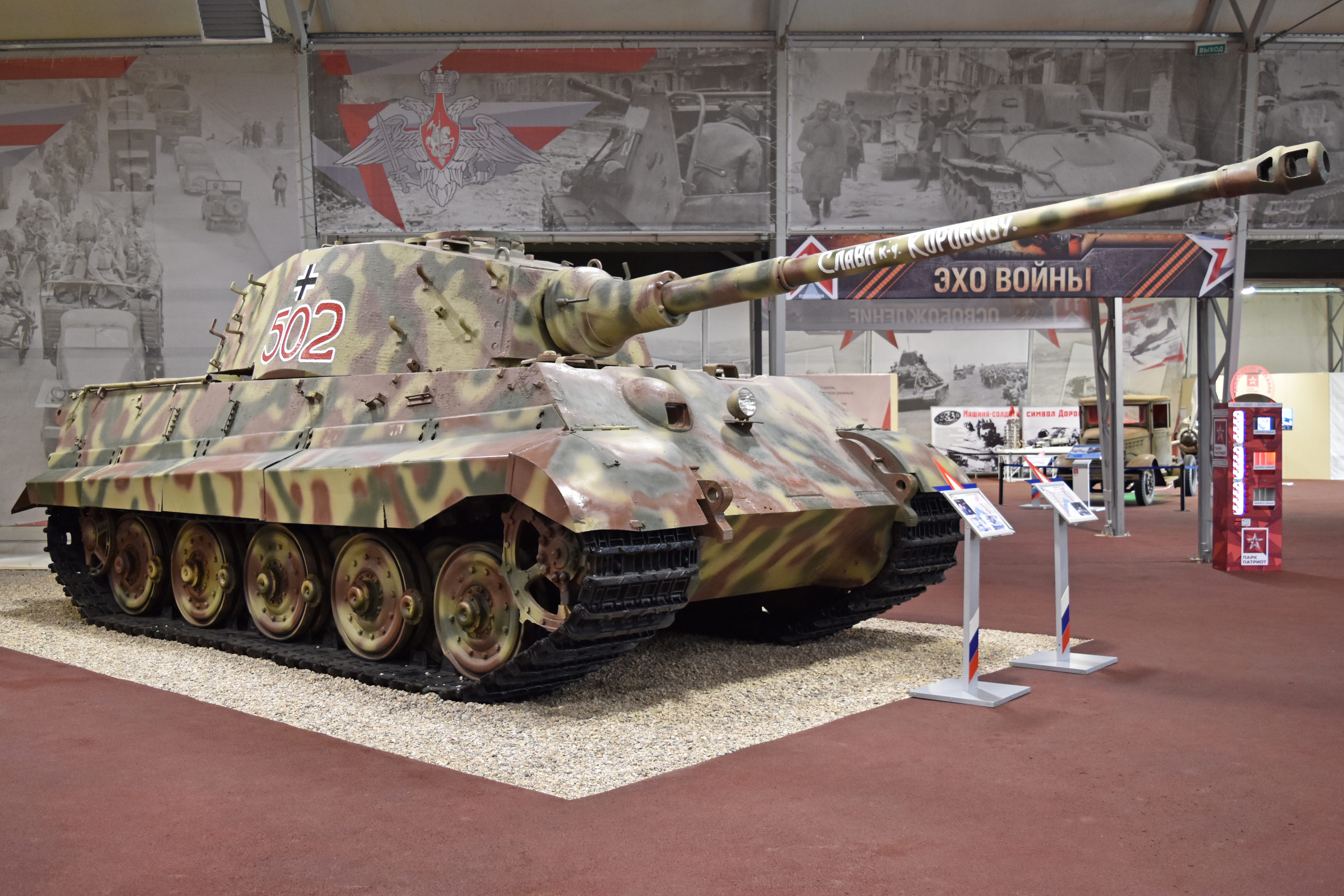
Тигр II («Королевский тигр»), захваченный в Оглендуве. Бронетанковый музей в Кубинке

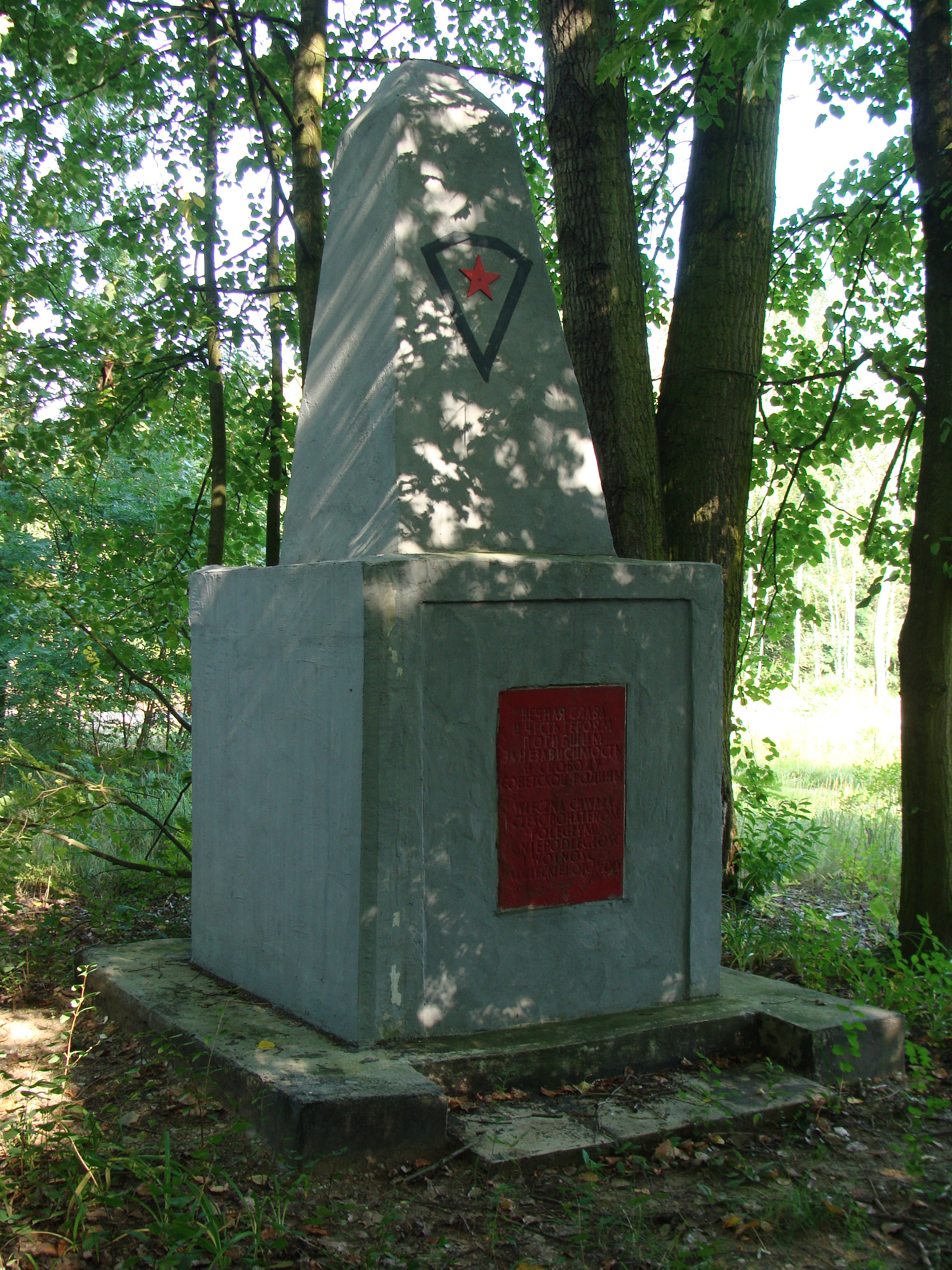
Добров, Памятник посвящённый боевым действиям Красной Армии на Барановско-Сандомирском плацдарме

4 августа в сражение была введена 5-я гвардейская армия (генерал-лейтенант А. С. Жадов) — резерв фронта. Контрудары противника были отражены. С 5 по 10 августа основные силы 13-й армии, 1-й и 3-й гвардейских танковых армий, перегруппированные на южный плацдарм, прорвали оборону противника юго-западнее Сандомира, нанесли поражение 4-й танковой армии противника и значительно расширили плацдарм. В связи с сосредоточением противником свежих сил для нового контрудара командование фронта дополнительно выдвинуло на южный плацдарм артиллерию и 31-й танковый корпус.
11 августа противник, в районе лагувского выступа, силами 2 танковых и 1 моторизованной дивизий нанёс контрудар в стык 13-й и 5-й гвардейской армии в направлении Сташув и за два дня вклинился в оборону советских войск на 8—10 км. 13 августа противник силами 3 танковых и 1 пехотной дивизий нанёс новый контрудар в районе Стопницы и потеснил войска 5-й гвардейской армии на 6—10 км; здесь впервые близ Оглендува были применены тяжёлые танки Тигр II («Королевский тигр»). Советское командование перебросило на южный плацдарм 4-ю танковую армию и стрелковый корпус.
14 августа 13-я армия, 3-я и 1-я гвардейские танковые армии перешли в наступление и в районе Сандомира окружили соединения немецкого 42-го армейского корпуса, однако с 19 по 21 августа противнику удалось их деблокировать.
К 20 августа 1944 года захваченные плацдармы были расширены до 80 км по фронту и до 50 км в глубину. Бои на Сандомирском плацдарме продолжались до конца августа.
Значительную помощь советским войскам оказала авиация 2-й воздушной армии, совершившая за этот период до 17 000 боевых самолёто-вылетов.

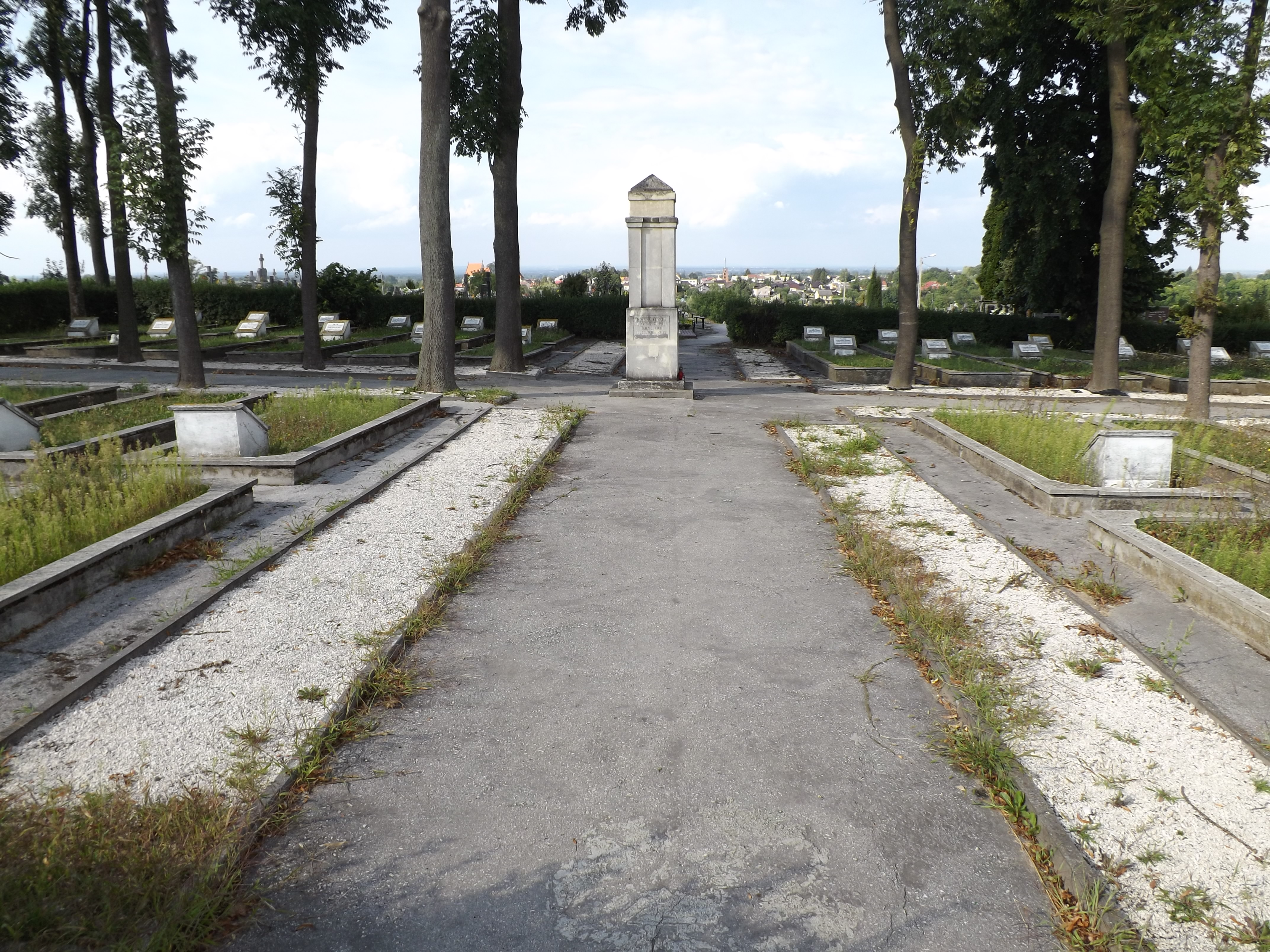
Стопница, кладбище павших воинов Красной Армии на Барановско-Сандомирском плацдарме

## Висло-Одерская операция
12 января 1945 года Сандомирский плацдарм стал исходным районом главных сил 1-го Украинского фронта для начала наступления в Сандомирско-Силезской операции как составной части Висло-Одерской операции 1945 года. 17 января 1945 года освобождена польская столица — Варшава, 27 января капитулировала группировка концлагеря Освенцим. В течение почти полугодового затишья фронт получил необходимое пополнение ресурсов. Быстро развивавшееся наступление позволило освободить территорию Польши в течение недели выйти на границу 1939 года и далее на территорию Германии.